# يوم مر الأول
يوم مر الأول وهو من أيام العرب في بداية عصر الإسلام وكان بين بنو عمرو بن الحارث من هذيل وبين بنو الدئل من كنانة.

## الأحداث
روى عن الجمحي انه خرج حذيفة بن انس سيد بني عمرو بن الحارث من هذيل هو ورجلان من قومة يطلبون غزو بني عدي بن الدئل من كنانة. قال الجمحي «وخرج الأخرون - أي بني الدئل - فارين». حتى وصلوا مر وعلاف. فأتى حذيفة وأصحابه حتى استطلعوا من أرض يقال لها محمر وهي قرية لهم بين علاف ومتر.
فرأهم وأبصرهم حين صدروا حتى مر على عوف بن مالك وابنا اخية في بلد فلم يزالوا يسيرون تحت الأراك. وبنو الدئل مغترون فلم يزل حذيفة يختلهم في الأراك. حتى وثب عليهم فقتلهم وساق ما معهم من الشاه عاد وقومة الى وادي عرنة.